# (3802) Dornburg
Pour les articles homonymes, voir Dornburg.
(3802) Dornburg est un astéroïde de la ceinture principale.

## Description
(3802) Dornburg est un astéroïde de la ceinture principale. Il fut découvert le 7 août 1986 à Tautenburg par Freimut Börngen. Il présente une orbite caractérisée par un demi-grand axe de 2,28 UA, une excentricité de 0,17 et une inclinaison de 4,4° par rapport à l'écliptique.

## Compléments